# آي شات
آي شات (بالإنجليزية: iChat) سابقًا آي شات إيه في (بالإنجليزية: iChat AV) هو تطبيق مراسلة فورية متوقف عن الإنتاج طورته شركة أبل للاستخدام على نظام التشغيل ماك أو إس إكس. كان يدعم الرسائل النصية الفورية عبر بروتوكول الحضور والمراسلة القابل للتوسعة/جينجل [الإنجليزية] أو بروتوكول [الإنجليزية] (إيه آي إم [الإنجليزية])، ومكالمات الصوت والفيديو، وإمكانات مشاركة الشاشة. كما يسمح بمناقشة الشبكة المحلية مع المستخدمين الذين تم اكتشافهم من خلال بروتوكولات بونجور.
في نظام التشغيل ماك أو إس إكس ماونتين ليون، تم استبدال آي شات برسائل للدردشة وفيس تايم لمكالمات الفيديو.

## التاريخ
تم إصدار آي شات لأول مرة في أغسطس 2002 كجزء من نظام التشغيل ماك أو إس إكس 10.2. وقد تميز بالتكامل مع تطبيقات دفتر العناوين والبريد وكان أول عميل إيه آي إم [الإنجليزية] مدعوم رسميًا وكان أصليًا لنظام التشغيل ماك أو إس إكس (كان تطبيق إيه آي إم الأصلي في ذلك الوقت لا يزال يعمل في محاكاة كلاسيكية).
في إحدى حلقات الموسم الأول من المسلسل الدرامي الكوميدي أنتوراج الذي أنتجته إتش بي أو، أجرى إريك مورفي محادثة عبر آي شات مع آري جولد، مما يمثل المرة الأولى التي تم فيها استخدام هذا التطبيق في مسلسل تلفزيوني.

## الواجهة
لقد استخدم تطبيق آي شات واجهة أكوا من أبل واستخدم فقاعات الكلام [الإنجليزية] والصور لتجسيد تجربة الدردشة عبر الإنترنت. باستخدام آي شات، يمكن عرض أيقونات خضراء (متاح) وصفراء (خاملة) وحمراء (بعيدة) بجوار اسم كل مستخدم متصل في قائمة الأصدقاء. بالنسبة للمستخدمين الذين يعانون من عمى الألوان، يمكن تغيير ذلك لإظهار أشكال مختلفة، دائرة (متاح) ومثلث (خاملة) ومربعات (بعيدة)، لتوضيح الحالة بالشكل بدلاً من اللون.

### آي شات إيه في
في يونيو 2003، أعلنت شركة أبل عن آي شات إيه في، الإصدار الرئيسي الثاني من آي شات. وقد أضافت هذه النسخة إمكانيات عقد المؤتمرات المرئية والصوتية استنادًا إلى بروتوكول بدء جلسة (SIP) القياسي في الصناعة. تم شحن الإصدار النهائي من البرنامج مع نظام التشغيل ماك أو إس إكس 10.3 وأصبح متاحًا بشكل منفصل في نفس اليوم لنظام التشغيل ماك أو إس إكس 10.2.

### آي شات إيه في 2
في فبراير 2004، قدمت شركة إيه أو إل الإصدار 5.5 من برنامج برنامج إيه أو إل للمراسلة الفورية (إيه آي إم) [الإنجليزية] لمستخدمي ويندوز، والذي مكّن من إجراء محادثات الفيديو، ولكن ليس الصوت، عبر بروتوكول إيه آي إم وكان متوافقًا مع برنامج آي شات إيه في من أبل. في نفس اليوم، أصدرت شركة أبل إصدارًا تجريبيًا عامًا من آي شات إيه في 2.1 للسماح لمستخدمي ماك أو إس إكس بإجراء مؤتمرات فيديو مع مستخدمي إيه آي إم 5.5.

### آي شات إيه في 3
في يونيو 2004، أعلن ستيف جوبز أن الإصدار التالي من آي شات إيه في سيتم تضمينه مع نظام التشغيل ماك أو إس إكس 10.4. قدم آي شات إيه في 3 دعمًا إضافيًا للسماح لما يصل إلى أربعة أشخاص في مؤتمر فيديو واحد وعشرة أشخاص في مؤتمر صوتي. بالإضافة إلى ذلك، استخدم الإصدار الجديد من آي شات برنامج ترميز إتش 264، والذي قدم جودة فيديو فائقة مقارنة ببرنامج ترميز إتش 263 الأقدم المستخدم في الإصدارات السابقة. دعم هذا الإصدار بروتوكول الحضور والمراسلة القابل للتوسعة، والذي يمكن استخدامه مباشرة للاتصال بجوجل توك واستخدامه بشكل غير مباشر للاتصال بمستخدمي الخدمات بما في ذلك فيسبوك شات وياهو! ماسنجر. ومع ذلك، كان الدعم محدودًا لأنه لم يدعم العديد من ميزات بروتوكول الحضور والمراسلة القابل للتوسعة الشائعة مثل إنشاء الحساب واكتشاف الخدمة ودعم الدردشة الكاملة متعدد المستخدمين. تضمن آي شات 3 بروتوكول بونجور (المسمى سابقًا رانديفوس) والذي سمح لآي شات بالعثور تلقائيًا على مستخدمين آخرين تم تمكين رسائل آي شات بونجور عليهم على الشبكة المحلية.
في أكتوبر 2005، تلقى آي شات دعمًا للاتصالات المشفرة، ولكن فقط للمشتركين المدفوعين في خدمة دوت ماك (لاحقًا موبايل مي وحاليًا آي كلاود). كانت هذه الميزات جزءًا من آي شات 3.1، الذي تم إصداره كجزء من تحديث ماك أو إس إكس نسخة 10.4.3. أضاف هذا الإصدار أيضًا دعمًا للدردشة متعددة المستخدمين عبر بروتوكول الحضور والمراسلة القابل للتوسعة.
في مارس 2007، أصدرت شركة أبل تحديث ماك أو إس إكس نسخة 10.4.9، الذي سمح باستخدام كاميرات فئة أجهزة الفيديو يو إس بي (UVC) مع آي شات، بدلاً من كاميرات فاير واير فقط. سمح هذا باستخدام مجموعة أوسع من الكاميرات مع آي شات إيه في.

### آي شات 4
تم تقديم آي شات 4، أول إصدار تم إصداره تحت الاسم الحالي لآي شات، كجزء من نظام التشغيل ماك أو إس إكس 10.5 وحصل على ميزات جديدة بما في ذلك: مسرح آي شات (مستوحى من تشات إف إكس منتج من بلوم أمايزنغ)، والخلفيات، ومشاركة الشاشة. سمح مسرح آي شات للمستخدمين بمشاركة أي ملف يدعمه نظرة سريعة [الإنجليزية]، بما في ذلك الصور وعروض كي نوت والأفلام، عبر جلسة دردشة فيديو. سمحت الخلفيات للمستخدمين بإدراج الأفلام أو الصور كخلفية في محادثات الفيديو. سمحت مشاركة الشاشة لمستخدمين لنظام التشغيل ماك أو إس إكس ليوبارد بالتحكم في نفس سطح المكتب والعمل بشكل تعاوني. تضمنت الميزات البسيطة في الإصدار الجديد عمليات تسجيل دخول متعددة وأيقونات متحركة واستخدام تأثيرات صور بوث [الإنجليزية] في دردشة الفيديو المباشرة والدردشات المبوبة.

### آي شات 5
تم إصدار آي شات 5.0 مع نظام التشغيل ماك أو إس إكس 10.6، مما أدى إلى تقليل النطاق الترددي المطلوب لمحادثات الفيديو بدقة 640×480 وقام بترقية مسرح آي شات إلى نفس الدقة.

### آي شات 6
تم إصدار آي شات 6.0 مع نظام التشغيل ماك أو إس إكس 10.7، وقد أضاف دعمًا لحساب ياهو! ماسنجر وسمح لمستخدمي آي شات بإجراء محادثات نصية وصوتية وفيديو باستخدام حسابات بريد ياهو! الخاصة بهم. كما دعم أيضًا المكونات الإضافية التابعة لجهات خارجية، مما سمح في النهاية للبروتوكولات الأخرى بالتوافق مع البرنامج. كان آي شات 6 هو آخر إصدار من آي شات؛ في ماك أو إس إكس ماونتين ليون، تم استبداله برسائل. تم نشر الإصدار النهائي، آي شات 6.0.1، في 1 فبراير 2012.

### رسائل
كجزء من معاينة ماك أو إس إكس ماونتين ليون، أعلنت أبل في 16 فبراير 2012 أن عميل المراسلة الخاص بها لنظام أو إس إكس سيكون رسائل، وأنه سيدعم بروتوكول آي مسج، مما يجعله متوافقًا مع عميل آي أو إس. يتضمن رسائل أيضًا دعم فيس تايم. جعلت أبل تطبيق رسائل متاحًا على الفور كإصدار تجريبي قابل للتنزيل للاستخدام على ماك أو إس إكس 10.7.

## البروتوكولات المدعومة
تم اعتماد دعم إيه آي إم الخاص بـ آي شات بشكل كامل من قبل إيه أو إل، واستخدمت تطبيقها الرسمي لبروتوكول إيه آي إم أوسكار [الإنجليزية]. باستخدام نقل بروتوكول الحضور والمراسلة القابل للتوسعة، يمكن أن يعمل آي شات كعميل لبرنامج إيه أو إل للمراسلة الفورية (إيه آي إم) [الإنجليزية] وياهو! ماسنجر وموبايل مي وآي سي كيو وبروتوكول الحضور والمراسلة القابل للتوسعة. يمكن لآي شات أيضًا دمج جهات اتصال جوجل توك في جزء بروتوكول الحضور والمراسلة القابل للتوسعة.

## وصلات خارجية
- الموقع الرسمي (مؤرشف)
- XMPP Standards Foundation